# 자기르

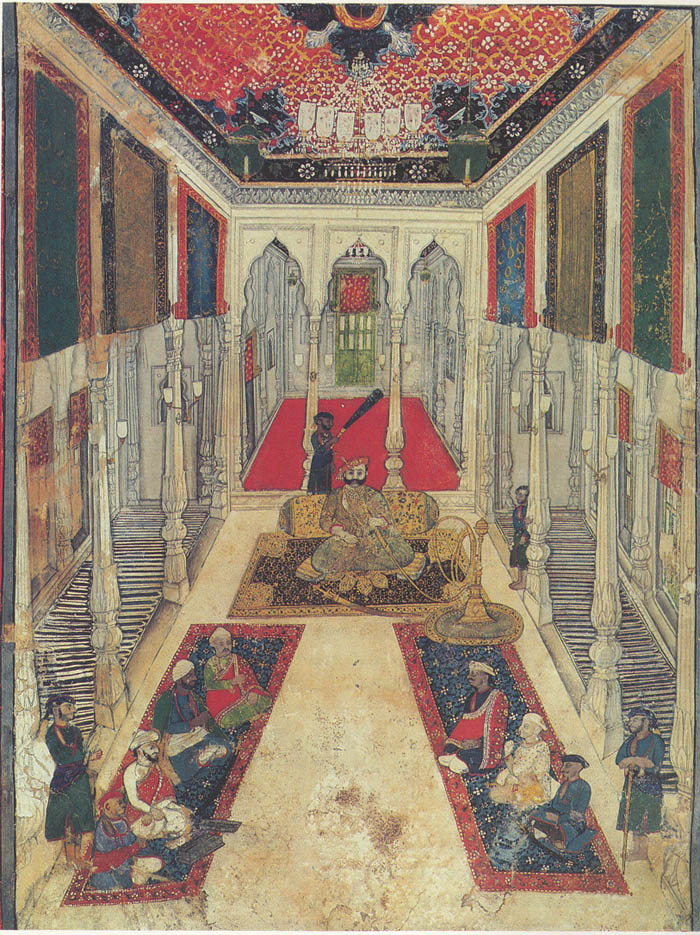
마라타 수장(라자)과 귀족(사르다르, 자기다르, 이스타무라다르, 만카리)의 모습을 보여주는 마라타 두르바르.

자기르(페르시아어: جاگیر) 또는 자기이르는 인도 아대륙에서 자기르다르(자민다르) 제도의 근간이 된 봉토 분배제도의 일종이다. :57–59 이는 13세기 초부터 인도 아대륙의 이슬람 통치 시대에 발전한 제도로, 영지를 관리하고 세금을 징수할 수 있는 권한이 국가의 임명권자에게 부여되었다. 세입자는 자기다르의 노예로 간주되었다. 두 가지 형태의 자기르가 있었는데, 하나는 조건부 자기르이고 다른 하나는 무조건부 자기르이다. 조건부 자기르는 통치자가 요청이 있을 때 군대를 유지하고 국가를 위해 봉사하는 것을 의무화했다. :61–62 이크타라고 불리는 토지 부여는 보통 소유자의 평생 동안 주어졌으며, 자기다르가 사망하면 토지는 국가에 귀속되었다.
자기다르 제도는 델리 술탄국에 의해 도입되었고, 무굴 제국 시대에도 지속되었지만, 서로 차이점이 있었다. 무굴 시대에는 자기르다르가 세금을 걷어 자신의 월급과 나머지를 무굴 국고에 납부하고, 행정 및 군사 권한은 무굴이 별도로 지정한 사람에게 부여했다. 무굴 제국이 붕괴된 후에도 자기르 제도는 마라타, 차란, 라지푸트, 라즈푸로히트, 자트, 시크 왕국에 의해 유지되었고, 이후에도 영국 동인도 회사에 의해 유지되었다. :61–62

## 정의
자기르는 '자리 표시자'를 의미하는 페르시아어 단어이다.
인도 대법원은 1955년 타쿠르 아마르 싱지 대 라자스탄주 사건 판결에서 라자스탄주 토지 개혁 및 자기르 재개법(1952년 라자스탄법 제6조)을 해석할 때 다음과 같은 자기르의 정의를 사용했다:
'자기르'라는 단어는 원래 라지푸트가 주는 토지를 의미했다. 통치자가 제공했거나 제공할 군역에 대해 씨족에게 제공했다. 나중에 종교 및 자선 목적으로 그리고 심지어 라지푸트가 아닌 사람들에게도 수여된 보조금을 자기르라고 불렀고, 대중적인 의미와 입법 관행 모두에서 자기르라는 단어는 토지 수익과 관련하여 수혜자에게 권리를 부여하는 모든 보조금을 의미하는 의미로 사용하게 되었으며, 이것이 자기르라는 단어가 뜻하는 의미이다...— 싱지 v.라자스탄, (1955년 4월 15일;; SCR 1955 2 303; AIR 1955 SC 504)

## 계승
자기르가 사망하면 국가에 귀속되기 때문에 자기르는 엄밀히 말하면 종신 봉토였다. 그러나 실제로는 자기르가 자기르다르의 남성 직계 상속인에게 세습되었다. 그 가문은 그러므로 그 영토의 실질적인 통치자였고, 세금 수입의 일부로부터 수입을 얻었고 이슬람 통치 기간 동안 나머지는 국가의 국고에 전달했고, 나중에 아프가니스탄, 시크교도, 라지푸트 통치자들 아래에 들어온 인도의 일부 지역에서도 그러했다. 자기르다르는 단독으로 행동하지 않고 수입 징수를 위해 임명된 행정 계층들이었다. 샤크티 카크에 따르면, 이러한 지위들은, 다른 직함들 중에서, 파트와리, 타흐실다르, 아밀, 포타르, 문시프, 카눈고, 차우드리, 그리고 디완으로 불렸다.

## 13세기 기원과 계승자
이처럼 봉토 소유권 제도를 자기르다르 제도라고 한다. 이 제도는 13세기 이후 델리 술탄국에 의해 도입되었고, 이후 무굴 제국, 마라타 제국에 의해 채택되어 영국 동인도 회사의 지배하에 계속되었다.
쿠르눌의 나와브과 같은 일부 힌두계 자기르다르는 무굴 제국의 영향 아래 무슬림 봉신국으로 전환되었다. 식민지 영국령 인도 제국 시대 동안 인도의 대부분의 번왕국들은 모람푸르 자기르와 같은 자기르다르였다. 1947년 영국 왕실로부터 독립한 직후, 자기르다르 제도는 1951년 인도 정부에 의해 폐지되었다.

## 같이 보기
- 인도 봉건제
- 쿨카니
- 자민다르